# Pseudo-Monilethrix
Die Pseudo-Monilethrix ist eine sehr seltene angeborene Genodermatose mit dünnen, schütteren und leicht brechenden Haaren und diffuser oder auf den Hinterkopf begrenzter Alopezie.
Im Gegensatz zur Monilethrix liegt keine Dysplasie des Haarschaftes vor.
Die Erstbeschreibung stammt aus dem Jahre 1973 durch die Südafrikanischen Dermatologen B. Bentley-Phillips und Margaret A. H. Bayles.

## Verbreitung
Die Häufigkeit ist nicht bekannt, die Vererbung erfolgt wohl autosomal-dominant.

## Klinische Erscheinungen
Klinische Kriterien sind:
- Manifestation im Kindesalter mit Haarverlust und (umschriebener) Alopezie

Die Abgrenzung zur Monilethrix kann nur mikroskopisch erfolgen.